# Moneglia
Moneglia (ligurisch Munéga oder Monegia) ist eine italienische Gemeinde  mit 2514 Einwohnern (Stand 31. Dezember 2023) in der Metropolitanstadt Genua in der Region Ligurien.
Die Gemeinde liegt in der Nähe des Petroniotals an der Riviera di Levante. Die Entfernung zu der ligurischen Hauptstadt Genua beträgt etwa 55 Kilometer. Sie ist die südlichste Gemeinde in der Metropolitanstadt Genua.
Die Ortschaft liegt in einer von zwei Gebirgsvorsprüngen begrenzten Bucht und ist von einer reichen mediterranen Vegetation umgeben. Im Westen liegt der Gebirgsvorsprung Punta Moneglia (auch Monte Venino), im Osten der Punta Rospo. Während der erste weitestgehend unberührt ist, ist der Punta Rospo von diversen Wohnhäusern bebaut, die ein Gebiet bis hin zur Siedlung Lemeglio umfassen.
Die Gemeinde bildet zusammen mit Casarza Ligure, Castiglione Chiavarese und Sestri Levante die Berggemeinde Val Petronio.
Seit 1990 wird Moneglia jedes Jahr die Blaue Flagge für die besonders gute Qualität der Strände, des Meereswassers, der Serviceeinrichtungen und der Umwelt im Allgemeinen verliehen. Der Ort ist Mitglied der Vereinigung I borghi più belli d’Italia. (Die schönsten Orte Italiens)
Nach der italienischen Klassifizierung  seismischer Aktivität wurde Moneglia der Zone 3A (in einer Skala von 1 bis 4 und A und B) zugeordnet. Das bedeutet, dass sich die Gemeinde in einer seismisch wenig aktiven Zone befindet.

## Persönlichkeiten
- Clemente d’Olera (1501–1568), Kardinal

## Einzelnachweise

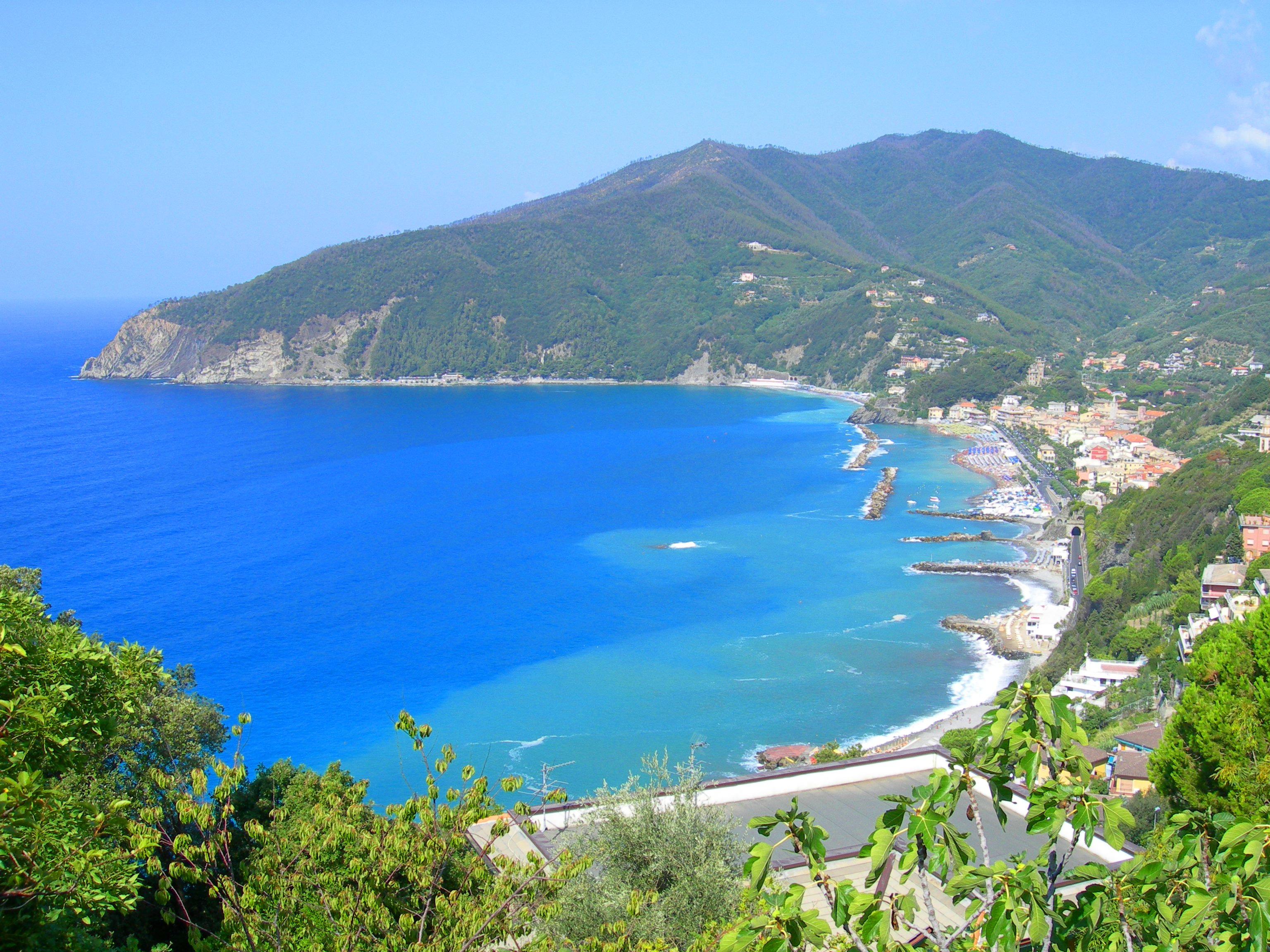
Panorama über die Bucht